# Jbel Toubkal

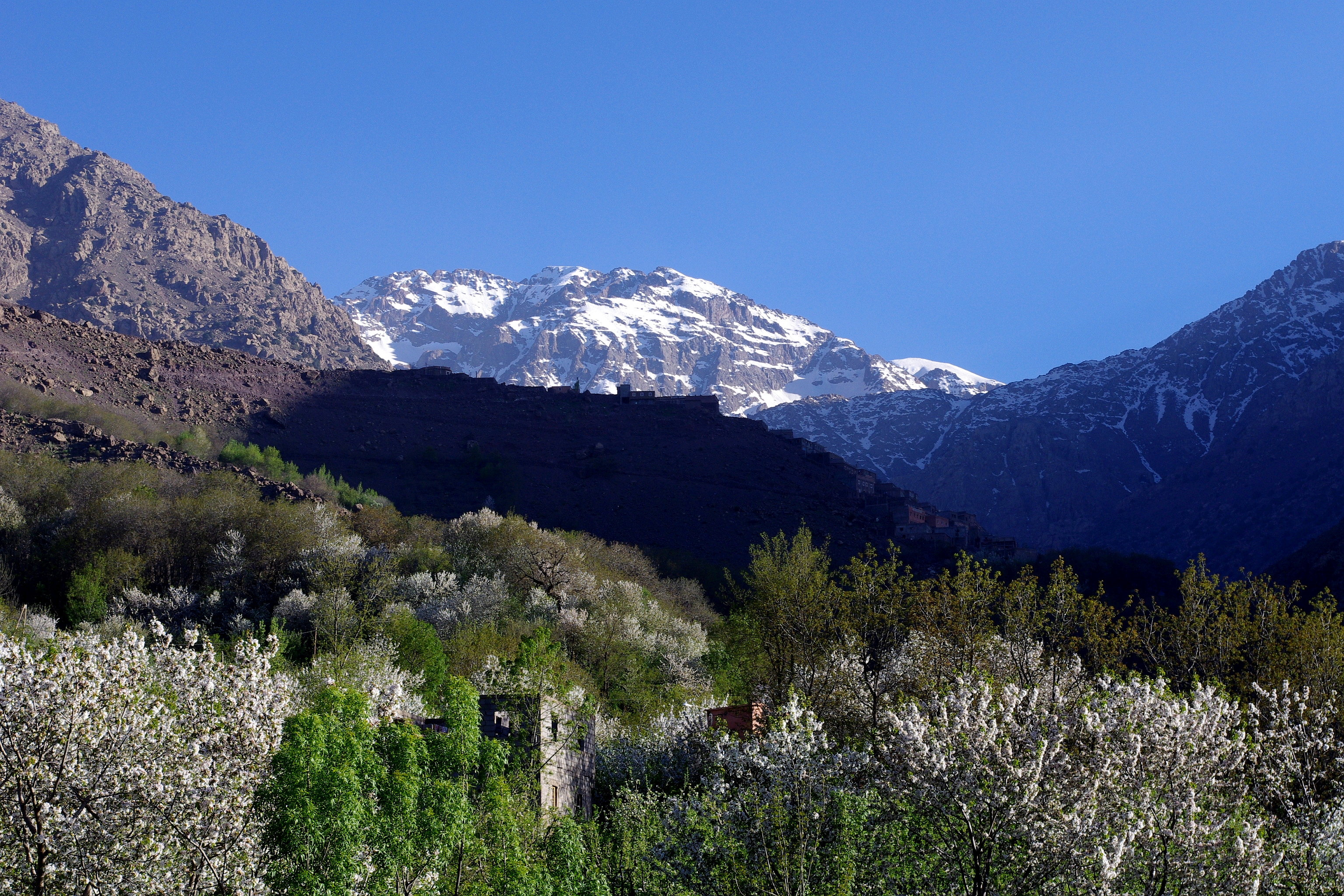
Frühling im Gebiet des Jbel Toubkal

Der Jbel Toubkal (auch Djebel Toubkal,  Massif du Toubkal oder nur Toubkal; Tamazight: ⴰⴷⵔⴰⵔ ⵏ ⵜⵓⴱⵇⴰⵍ Adrar n Tubqal, arabisch جبل توبقال jbal Tubqal) ist der höchste Berg des Hohen Atlas im Nordwesten Afrikas. Mit 4167 m ist er auch der höchste Berg Marokkos.

## Lage
Der Jbel Toubkal befindet sich etwa 63 km (Luftlinie) südlich der Stadt Marrakesch im Nationalpark Toubkal. Der Berg liegt in einer zerklüfteten, felsigen Landschaft inmitten mehrerer Viertausender. Im Winter fällt Schnee, der auch für Wintersportaktivitäten genutzt wird, aber auf der Südseite regelmäßig spätestens in den Frühsommermonaten abschmilzt.

## Besteigung
Der Toubkal ist im Verhältnis zu seiner Höhe zumindest in den Sommermonaten recht einfach zu besteigen und gilt daher unter Bergsteigern als ein Gipfel, an dem man besonders leicht über 4000 Meter kommen kann. Vom Gipfel hat man einen schönen Panoramablick über den Süden Marokkos und – bei günstigen Wetterbedingungen – auch über das weiter südlich gelegene Saharavorland. Ausgangspunkt für eine Besteigung ist meist das Berberdorf Imlil (1740 m), in dem eine Straßenverbindung aus Marrakesch endet; auch von Ijoukak aus können entsprechende Trekking-Touren unternommen werden. 
Für eine Besteigung über die Normalroute benötigt man zwei Tage. Ausgangspunkte sind in der Regel der Ort Imlil bzw. das Bergführerdorf Around. Über das Marabout-Heiligtum Sidi Chamharouch im Mizane-Tal gelangt man auf Maultierpfaden zur Neltner Hütte (Refuge Neltner, CAF, 3207 m). Die Gipfelbesteigung erfolgt ab der Hütte meist weglos über Geröll/Schutt und, je nach Verhältnissen, Schneefelder. Meist sind Wegspuren vorhanden. Kartenmaterial gibt es in diversen Maßstäben bis hin zu 1:25.000.

## Flüsse
Die Schmelzwässer des Toubkal bilden im Frühjahr eine Vielzahl von kleinen Bächen (z. B. Oued Ourika), von denen die meisten jedoch in den tiefer liegenden Regionen versickern. Der für den Süden Marokkos äußerst wichtige Oued Souss entspringt am Osthang des Toubkal-Massivs, fließt zuerst in südliche, später dann in westliche Richtung und mündet schließlich südlich von Agadir in den Atlantik.

## Benachbarte Gipfel
Nur wenige Kilometer südwestlich liegt der Jbel Ouanoukrim, der zweithöchste Berg Marokkos mit seinen beiden Gipfeln Ras Timzguida (4089 m) und Ras Afella (4013 m), der jedoch geologisch noch zum Toubkal-Massiv zu zählen ist. 
Das zweithöchste Bergmassiv Marokkos ist das etwa 100 km Luftlinie weiter ostnordöstlich gelegene Jbel M’Goun-Massiv mit einer maximalen Höhe von 4068 oder 4071 m (siehe auch Ait Bougoumez-Tal).